# Palazzo De Pasquale
Palazzo De Pasquale, o palazzo de Pasquale, è un edificio storico di Chieti, situato nel rione di Trivigliano. Si trova in via Vicoli 17, vicino alla chiesa medievale di Sant'Agata.

## Struttura
Nato dall'accorpamento di edifici di epoca diversa nel XVIII secolo, venne completamente restaurato nel XIX secolo. Un tempo dimora dei conti Siciliani d'Alaneto, nel 1865 passò di proprietà dalla famiglia Zambra alla famiglia de Pasquale. Già sede della facoltà di Farmacia dell'Università degli Studi "Gabriele d'Annunzio" di Chieti, da alcuni anni ospita gli uffici dell'assessorato alla cultura del comune di Chieti.
L'edificio, contraddistinto da una facciata imponente con finestre, balconi e grandi portali a tutto sesto, occupa un intero isolato. Al primo piano le finestre sono circondate da cornici in stucco, mentre i cornicioni del secondo piano sono molto più ricercati. L'interno, caratterizzato da affreschi di gusto neoclassico, ospita varie sale ed uno scalone a due rampe, decorate da colonne ioniche e sormontate da volte.